# Židovský hřbitov v Novém Sedlišti
Židovský hřbitov v Novém Sedlišti leží v remízku cca 300 m západně od středu obce, při potoce tekoucím do vsi.
Dochovalo se téměř 250 náhrobků či jejich zbytků, s nejstarším čitelným z roku 1703. Více než půl století nebyl udržován a mnohé náhrobní kameny byly zcizeny nebo poničeny v letech 2005 - 2006 zde pak proběhla rekonstrukce. Patří k majetku české Federace židovských obcí.
Z bývalé synagogy zbyl pouhý kamenný portál s Davidovou hvězdou, stojící nyní na hospodářském přístavku domu č.p. 66. Novosedlišťská schrána na tóru byla převezena do nové synagogy v Tachově, kterou během křišťálové noci zničil požár.